# Camponotus confluens
Camponotus confluens é uma espécie de inseto do gênero Camponotus, pertencente à família Formicidae.